# Santa María Moyotzingo
Santa María Moyotzingo – miasto w Meksyku, w stanie Puebla.